# Đới Tư Kiệt
Đới Tư Kiệt (chữ Hán: 戴思杰, Dai Sijie; sinh ngày 2 tháng 3 năm 1954) là một nhà văn và nhà làm phim người Pháp gốc Hoa.

## Tiểu sử
Vì xuất thân từ một gia đình trí thức, Đới Tư Kiệt phải đi lao động cải tạo tại vùng nông thôn Tứ Xuyên từ năm 1971 tới năm 1974 trong Cách mạng Văn Hóa. Sau khi trở về, ông hoàn thành chương trình phổ thông và học tiếp đại học chuyên ngành Lịch sử nghệ thuật.
Năm 1984, ông tới Pháp học theo chương trình học bổng và trở thành một nhà làm phim. Đới Tư Kiệt đã làm ba bộ phim truyện dài Chine, ma douleur, Le mangeur de lune và Tang, le onzième và nhận được nhiều lời khen. Ông cũng là đạo diễn cho bộ phim Balzac và cô thợ may Trung Hoa dựa theo chính tiểu thuyết của ông. 
Hiện nay, Đới Tư Kiệt đang sống tại Paris.

## Các tác phẩm văn học
Cuốn sách đầu tiên của Đới Tư Kiệt, Balzac và cô bé thợ may Trung Hoa xuất bản năm 2000 và sau đó dựng thành phim vào năm 2004. Cuốn sách đã được dịch sang 25 thứ tiếng trên thế giới, nhưng bị cấm hoàn toàn tại Trung Quốc.
Cuốn sách thứ hai của ông Le Complexe de Di đã giành giải Femina năm 2003. Bản tiếng Anh của cuốn này được xuất bản năm 2005 với tên Mr. Muo's Traveling Couch.